# 義縣鳥屬
義縣鳥（學名Yixianornis）是白堊紀早期的一種鳥類。其遺骸是在中國朝陽的九佛堂組發現，屬於阿普第階。其下只有一個物種，就是葛氏義縣鳥，種小名是為紀念美國古生物學家葛利普。

## 特徵
義縣鳥是熱河組其中一個保存完好的鳥類化石。它接近完整，大部份骨頭都沒有壓碎或折斷。它們是其中一種扇尾亞綱鳥類，保持雙翼羽毛及尾羽的清晰輪廓。
義縣鳥較其他燕鳥目算是中等大小，約有20厘米長，翼展約長40厘米。外觀主要像近親的燕鳥及松嶺鳥。它們擁有牙齒，但顎端沒有牙齒，只有小坑及溝，有可能就是喙。它們的牙齒細小及像椿，沒有鋸齒。下顎很幼及精巧。
胸骨上有龍骨，以連接用來飛行的肌肉。胸骨上也有明顯的開孔，是燕鳥目獨有的特徵。上肢及下肢一樣長。它們的手掌高度融合，很多腕骨連接在一起。
臀部及後肢有較為原始的特徵，支持了現今鳥類是在懂得飛行後才演化出其他運動的適應性。拇趾向後。
義縣鳥只在細微的骨骼特徵上與相關的鳥類有所不同。例如其下顎牙齒只佔較少的位置、叉骨較窄、肩胛骨較短等。
義縣鳥的飛羽保存完好。每隻翼上有5條主羽，最長的約長6.7厘米。其羽毛不像基群般在尖端較窄，而非常闊及圓。它們共有8條尾羽，達9.2厘米長，像現今鳥類般連接在尾綜骨之上。

## 生物及生態
義縣鳥的羽毛非常獨特，可讓科學家了解它們的生活情況。雙翼闊及圓，飛羽也是。尾羽有層次的排列，最外羽連接得較近尾巴的基部，令尾巴看上去也較圓。再者，輪廓上顯示它們有尾羽囊，可以在飛行時將尾羽打開，休息時則收起。
這種適應性在中新世鳥類中是很罕有的。尾羽囊及尾綜骨是扇尾亞綱的獨有特徵，而義縣鳥更是已知最古老的之一。義縣鳥似乎喜歡棲息在密林之中。

## 分類
義縣鳥是燕鳥的近親，連同松嶺鳥組成一個初期鳥類的分支。義縣鳥是最原始的鳥類擁有尾綜骨及把尾羽張開成扇狀。後來的扇尾鳥也有扇狀的尾巴，但應該是獨立於現今鳥類自行演化而成的。

## 外部連結
- The Theropod Database